# Albania na zimowych igrzyskach olimpijskich
Albania na zimowych igrzyskach olimpijskich – występy reprezentacji Albanii na zimowych igrzyskach olimpijskich.
Albania startuje w zimowych edycjach od igrzysk w Turynie w 2006 roku. Do 2018 roku wystąpili we wszystkich kolejnych edycjach zimowych igrzysk olimpijskich. W czterech startach olimpijskich Albanię reprezentowało dwoje narciarzy alpejskich – Erjon Tola (pierwszy albański reprezentant na zimowych igrzyskach olimpijskich) oraz Suela Mëhilli. Najlepszy rezultat uzyskał Erjon Tola, zajmując 35. miejsce w slalomie gigancie na igrzyskach w Turynie.
W pierwszych dwóch startach olimpijskich kadra Albanii liczyła jednego sportowca, w dwóch kolejnych – dwoje (przy czym w Soczi Erjon Tola nie wystartował w żadnej konkurencji, mimo zgłoszenia do zawodów). Albańczycy rywalizowali wyłącznie w narciarstwie alpejskim.

## Występy na poszczególnych igrzyskach
| Igrzyska        | Rozmiar reprezentacji | Rozmiar reprezentacji | Rozmiar reprezentacji | Rozmiar reprezentacji | Zdobyte medale | Zdobyte medale | Zdobyte medale | Zdobyte medale | Źr.   |
| Igrzyska        | Mężczyźni             | Kobiety               | Razem                 | Dyscypliny            | Złote          | Srebrne        | Brązowe        | Razem          | Źr.   |
| --------------- | --------------------- | --------------------- | --------------------- | --------------------- | -------------- | -------------- | -------------- | -------------- | ----- |
| Turyn 2006      | 1                     | –                     | 1                     | 1                     | –              | –              | –              | –              | [ 6 ] |
| Vancouver 2010  | 1                     | –                     | 1                     | 1                     | –              | –              | –              | –              | [ 7 ] |
| Soczi 2014      | 1                     | 1                     | 2                     | 1                     | –              | –              | –              | –              | [ 8 ] |
| Pjongczang 2018 | 1                     | 1                     | 2                     | 1                     | –              | –              | –              | –              | [ 2 ] |